# セントファーレ
セントファーレ（英: CENTFARE）は、愛知県田原市田原町に所在する複合商業施設である。地下1階（地下駐車場）、地上3階建てで、建築物では市内でも有数の高さを誇っている。

## 概要
2004年（平成16年）7月18日、田原中央地区第1種市街地再開発事業によりに開業した複合商業施設。管理・運営はタウンマネージメント機関の「株式会社あつまるタウン田原」が行なっている。

## 沿革
- 2003年（平成15年）4月 - 建設工事着工。
- 2004年（平成16年）
  - 6月28日 - 竣工。
  - 7月18日 - グランドオープン。

## 入居施設
地下1階
- 地下駐車場

地上1階
- フードオアシスあつみ（食料品）
- 本の豊川堂（書店）
- キャンドゥ（100円ショップ）
- リリーオプティーク（眼鏡）
- 31アイスクリーム
- お亀堂（おにぎり.和菓子）
- 黒田屋（ラーメン）
- ブルーベルカフェ（カフェ）
- マサキクリーニング

地上2階
- エースホーム（住宅）
- アイレクススポーツクラブ（スポーツクラブ）
- ラグレット（子供服）
- ホメオスタイル田原
- Dioブランチ（美容室）
- 遊食ダイニング風雅（レストラン）
- セイハ英語学院（英会話）

地上3階
- アイレクススポーツクラブ（スポーツクラブ）
- 綜合警備保障
- セントファーレ管理室

## 交通アクセス
- 豊橋鉄道渥美線「三河田原駅」より徒歩で約3分。
- 豊鉄バス「田原萱町」バス停下車、徒歩ですぐ。
- 田原市ぐるりんバス「セントファーレ」バス停下車、徒歩ですぐ。